# 內獅村
內獅村，是臺灣屏東縣獅子鄉所轄的8個村之一，位在獅子鄉西南緣。人口約770人，北鄰南世村、南鄰獅子村、草埔村、西鄰枋山鄉加祿村、枋山村、東鄰臺東縣達仁鄉新化村、安朔村。

## 交通

### 鐵路
臺灣鐵路管理局
- 南迴線
  - 內獅車站（實際位於枋山鄉加祿村）
  - 枋山車站
  - 枋野車站
  - 中央號誌站

### 公路
鄉道
- 屏148線

## 相關連結
- 屏東縣獅子鄉｜內獅村 - 內文社群 （页面存档备份，存于）
- 內獅部落【Kacedas】 台灣原住民族資源資訊網 （页面存档备份，存于）
- 排灣族--獅子鄉內獅村入口意象 典藏台灣 （页面存档备份，存于）